# Parmotrema setchellii
Parmotrema setchellii är en lavart som först beskrevs av Vain., och fick sitt nu gällande namn av Hale. Parmotrema setchellii ingår i släktet Parmotrema och familjen Parmeliaceae.   Inga underarter finns listade i Catalogue of Life.